# Jules Bernard von der Becke
Jules Bernard von der Becke (Iserlohn, 25 juli 1825 – Mirwart, 7 juli 1895) was een Duits-Belgisch handelaar, ondernemer en gemeenteraadslid actief in Antwerpen. Hij stond mee aan de wieg van de Red Star Line waarmee hij rijkdom verwierf. 

## Biografie

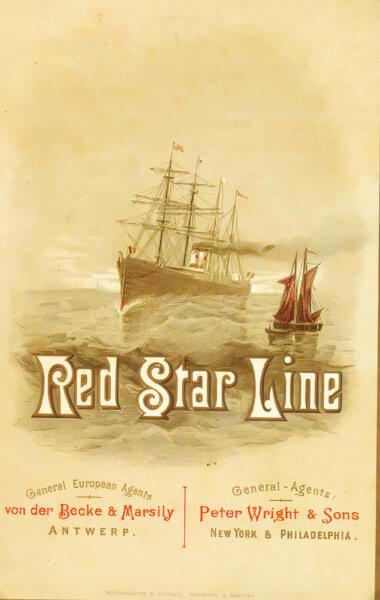
Red Star Line

Von der Becke werd in de Duitse gemeente Iserlohn in de deelstaat Noordrijn-Westfalen geboren als zoon van Bernhard Friedrich von der Becke (1800-1862) en Ernestine Wilhelmina Dahlenkamp (1804-1878). Hij huwde Fanny Charlotta Marsily met wie hij drie zonen had Julius Bernardus von der Becke (1854-1891), Adolphe Guillaume von der Becke (1858-1932) en Alfred Edward Maximilian von der Becke (1866-1937).
Het gezin woonde lange tijd op de Antwerpse Koningin Elisabethlei vlak naast het later in opdracht van zoon Max gebouwde Hotel Max von der Becke op het nummer 26.
Als handelaar en ondernemer was hij actief in meerdere sectoren. In 1871 was hij al gestart met de International Navigation Company om petroleum te transporteren naar Europa.
Zijn bekendste onderneming werd de in 1872 gestichte Societe Anonyme de Navigation Belge-Americaine of kortweg SANBA. Dit was origineel een bedrijf om olie van de Verenigde Staten naar Europa te brengen en op de terugweg passagiers te vervoeren. SANBA, beter bekend onder haar handelsbenaming de Red Star Line,  moest door een Amerikaanse cominatieverbod van olie en passagiers noodgewongen overschakelen op enkel het vervoer van passagiers. Hoewel de Amerikaanse oprichters onder leiding van Clement Griscom meerderheidsaandeelhouders waren met meer dan 80%, zetelde von der Becke als voorzitter samen met zijn schoonbroer William Edward Marsily in de raad van bestuur. 
Von der Becke zetelde van 1879 tot 1881 in de Antwerpse gemeenteraad.
Met zijn opgebouwd kapitaal liet hij in Antwerpen meerdere opbrengsteigendommen bouwen zoals in 1890 de aangrenzende groep van vijf ruime burgerwoningen in de Paleis- en Solvynsstraat. Dit waren ontwerpen van architect Jean-Laurent Hasse. In 1891 verwierf hij het Kasteel van Mirwart.
Von der Becke overleed begin juli 1895 op zijn landgoed te Mirwart en werd begraven op het toenmalig Antwerpse Kielkerkhof. In de jaren na de opening van de nieuwe stedelijke begraafplaats Schoonselhof werd het familiegraf en bijbehorend monument naar daar overgebracht.